# Kris Murray
Kristopher James Murray, detto Kris (Cedar Rapids, 19 agosto 2000), è un cestista statunitense professionista per i Portland Trail Blazers.
È il fratello gemello di Keegan Murray.

## Carriera
Kris ha cominciato alla Prairie High School di Cedar Rapids. Ottenendo19,5 punti, 6,4 rimbalzi, 2,1 assist, 2,5 stoppate e 1,1 palle rubate a partita di media. Lui e il suo gemello poi passarono alla DME Academy, a Daytona Beach (Florida), per un anno post laurea.
La scelta di entrambi i fratelli fu poi di tornare in Iowa, agli Iowa Hawkeyes. Il primo anno giocò appena 13 partite, subentrando dalla panchina. Il secondo anno fece registrare una media di 9,7 punti e 4,3 rimbalzi. Al termine di questa stagione Kris si iscrisse al Draft NBA 2022 insieme al fratello Keegan (quest'ultimo verrrà scelto alla 4ª dai Sacramento Kings), ma si ritirò poco dopo. Rimase quindi un terzo anno ad Iowa, registrando 20,2 punti, 7,9 rimbalzi e 2 assist di media a partita. Vincendo anche premi come l'All- Big Ten Conference e venendo anche nominato nella terza squadra All-American.
Nel 2023 si rende nuovamente eleggibile al draft, venendo scelto con la 23ª chiamata assoluta dai Portland Trail Blazers.

## Statistiche

### College
| Anno      | Squadra       | PG | PT | MP   | TC%  | 3P%  | TL%  | RP  | AP  | PRP | SP  | PP   |
| --------- | ------------- | -- | -- | ---- | ---- | ---- | ---- | --- | --- | --- | --- | ---- |
| 2020-2021 | Iowa Hawkeyes | 13 | 0  | 3,2  | 23,1 | 0,0  | 100  | 0,6 | 0,1 | 0,1 | 0,1 | 0,6  |
| 2021-2022 | Iowa Hawkeyes | 35 | 1  | 17,9 | 47,9 | 38,7 | 64,5 | 4,3 | 1,1 | 0,8 | 0,9 | 9,7  |
| 2022-2023 | Iowa Hawkeyes | 29 | 29 | 34,9 | 47,6 | 33,5 | 72,9 | 8,9 | 2,0 | 1,0 | 1,2 | 20,2 |
| Carriera  | Carriera      | 77 | 30 | 21,8 | 47,3 | 34,8 | 69,9 | 5,0 | 1,2 | 0,8 | 0,9 | 12,1 |

### NBA

#### Regular Season
| Anno      | Squadra             | PG  | PT | MP   | TC%  | 3P%  | TL%  | RP  | AP  | PRP | SP  | PP  |
| --------- | ------------------- | --- | -- | ---- | ---- | ---- | ---- | --- | --- | --- | --- | --- |
| 2023-2024 | Portland T. Blazers | 62  | 29 | 21,7 | 39,6 | 26,8 | 66,1 | 3,6 | 1,3 | 0,9 | 0,3 | 6,1 |
| 2024-2025 | Portland T. Blazers | 69  | 6  | 15,1 | 41,9 | 22,5 | 45,6 | 2,6 | 1,0 | 0,5 | 0,2 | 4,2 |
| Carriera  | Carriera            | 131 | 35 | 18,2 | 40,6 | 25,1 | 55,8 | 3,1 | 1,1 | 0,7 | 0,3 | 5,1 |

### G League
| Anno      | Squadra        | PG | PT | MP   | TC%  | 3P%  | TL%  | RP  | AP  | PRP | SP  | PP   |
| --------- | -------------- | -- | -- | ---- | ---- | ---- | ---- | --- | --- | --- | --- | ---- |
| 2023-2024 | Rip City Remix | 8  | 8  | 32,2 | 38,5 | 30,2 | 55,6 | 7,3 | 1,8 | 1,0 | 1,4 | 14,4 |
| Carriera  | Carriera       | 8  | 8  | 32,2 | 38,5 | 30,2 | 55,6 | 7,3 | 1,8 | 1,0 | 1,4 | 14,4 |